# Roanoke Dazzle
I Roanoke Dazzle furono una squadra di pallacanestro di Roanoke che militava nella NBA Development League, il campionato professionistico di sviluppo della National Basketball Association.
La squadra fu una tra i fondatori della NBDL nel 2001, e per tre anni venne eliminata nelle semifinali dei play-off.
Il 1º maggio 2006 la squadra venne sciolta dalla NBA.

## Record stagione per stagione
| Roanoke Dazzle |                |     |     |      |                                     |
| 2001-02        | 8°             | 18  | 38  | 32,0 | -                                   |
| 2002-03        | 4°             | 26  | 24  | 52,0 | perde semifinali (Fayetteville) 2-0 |
| 2003-04        | 5°             | 20  | 26  | 43,5 | -                                   |
| 2004-05        | 4°             | 26  | 22  | 54,2 | perde semifinali (Columbus) 96-89   |
| 2005-06        | 4°             | 25  | 23  | 52,1 | perde semifinali (Fort Worth) 87-78 |
| Regular season | Regular season | 115 | 133 | 46,4 | 2001-2006                           |
| Play-off       | Play-off       | 0   | 3   | 0,0  | 2001-2006                           |